# Los Parra de Chile
Los Parra de Chile es el segundo álbum de estudio del dúo de cantautores chilenos Isabel y Ángel Parra, hijos de Violeta Parra, lanzado por el sello Demon en 1966.
Si bien en su primer álbum, Au Chili avec los Parra de Chillán, el dúo interpreta exclusivamente canciones del folclore chileno, aquí el dúo también interpreta canciones de Venezuela, Argentina y el Perú.

## Lista de canciones
| Lado A |                            |                        |          |  |
| N.º    | Título                     | Música                 | Duración |  |
| 1.     | «El curanto»               | Raúl de Ramón          | 2:33     |  |
| 2.     | «La burriquita»            | tradicional venezolana | 1:57     |  |
| 3.     | «Vidala de la lluvia»      | tradicional argentina  | 3:24     |  |
| 4.     | «Polo margariteño»         | tradicional venezolana | 2:57     |  |
| 5.     | «Ya no somos nosotros»     | Patricio Manns         | 2:20     |  |
| 6.     | «Malhaya el amor, malhaya» | tradicional peruana    | 1:28     |  |
| 14:39  |                            |                        |          |  |

| Lado B |                                              |                                           |          |  |
| N.º    | Título                                       | Música                                    | Duración |  |
| 7.     | «Cuartetas por diversión»                    | tradicional chilena, arreglos Ángel Parra | 3:06     |  |
| 8.     | «Barlovento»                                 | Eduardo Serrano                           | 1:56     |  |
| 9.     | «Casamiento de negros»                       | Violeta Parra                             | 1:56     |  |
| 10.    | «Coplas americanas»                          | tradicional, arreglos Ángel Parra         | 3:29     |  |
| 11.    | «Donde estás prenda querida»                 | tradicional chilena                       | 2:42     |  |
| 12.    | «Por pa'» (o «Por pasármela tomando»; cueca) | Violeta Parra                             | 1:28     |  |
| 14:37  |                                              |                                           |          |  |